# Pekingi főegyházmegye
A Pekingi főegyházmegye a római katolikus egyház egyik kínai főegyházmegyéje. Az érseki széke Pekingben található. Az érsekfőpásztora Joseph Li Shan, a főszékesegyháza a pekingi Szeplőtelen fogantatás katedrális.

## Szuffragán egyházmegyék
- Anguói egyházmegye
- Csaohszieni egyházmegye
- Csengtingi egyházmegye
- Csengtöi egyházmegye
- Csinghszieni egyházmegye
- Hszienhszieni egyházmegye
- Hszüanhuai egyházmegye
- Jungnieni egyházmegye
- Jungpingi egyházmegye
- Paotingi egyházmegye
- Suntöi egyházmegye
- Tamingi egyházmegye
- Tiencsini egyházmegye

## Szomszédos egyházmegyék
- Paotingi egyházmegye (nyugat)
- Jihszieni apostoli prefektúra (nyugat)
- Hszüanhuai egyházmegye (északnyugat)
- Zsöhói egyházmegye (északkelet)
- Jungpingi egyházmegye (kelet)
- Tiencsini egyházmegye (délkelet)
- Anguói egyházmegye (dél)

## Fordítás
Ez a szócikk részben vagy egészben  a   Roman Catholic Archdiocese of Beijing című angol Wikipédia-szócikk fordításán alapul.  Az eredeti cikk szerkesztőit annak laptörténete sorolja fel. Ez a jelzés csupán a megfogalmazás eredetét és a szerzői jogokat jelzi, nem szolgál a cikkben szereplő információk forrásmegjelöléseként.